# Crepis xylorrhiza
Crepis xylorrhiza là một loài thực vật có hoa trong họ Cúc. Loài này được Sch.Bip. ex Babc. mô tả khoa học đầu tiên năm 1947.